# Rio Open 2023
Rio Open 2023, còn được biết đến với Rio Open presented by Claro vì lý do tài trợ, là một giải quần vợt nam chuyên nghiệp thi đấu trên mặt sân đất nện ngoài trời. Đây là lần thứ 9 giải Rio Open được tổ chức, và là một phần của ATP Tour 500 trong ATP Tour 2023. Giải đấu diễn ra ở Rio de Janeiro, Brazil từ ngày 20–26 tháng 2 năm 2023.

## Điểm và tiền thưởng

### Phân phối điểm
| Sự kiện | VĐ  | CK  | BK  | TK | Vòng 1/16 | Vòng 1/32 | Q  | Q2 | Q1 |
| Đơn     | 500 | 300 | 180 | 90 | 45        | 0         | 20 | 10 | 0  |
| Đôi     | 500 | 300 | 180 | 90 | 0         | —         | —  | —  | —  |

### Tiền thưởng
| Sự kiện | VĐ       | CK       | BK       | TK      | Vòng 1/16 | Vòng 1/32 | Q2     | Q1     |
| Đơn     | $376,620 | $202,640 | $108,000 | $55,170 | $29,455   | $15,710   | $8,050 | $4,515 |
| Đôi*    | $123,710 | $65,980  | $33,380  | $16,690 | $8,640    | —         | —      | —      |

*mỗi đội

## Nội dung đơn

### Hạt giống
| Quốc gia | Tay vợt              | Xếp hạng1 | Hạt giống |
| -------- | -------------------- | --------- | --------- |
| ESP      | Carlos Alcaraz       | 2         | 1         |
| GBR      | Cameron Norrie       | 12        | 2         |
| ITA      | Lorenzo Musetti      | 20        | 3         |
| ARG      | Francisco Cerúndolo  | 30        | 4         |
| ARG      | Diego Schwartzman    | 32        | 5         |
| ARG      | Sebastián Báez       | 36        | 6         |
| ESP      | Albert Ramos Viñolas | 44        | 7         |
| ARG      | Federico Coria       | 49        | 8         |
| SVK      | Alex Molčan          | 51        | 9         |

- 1 Bảng xếp hạng vào ngày 13 tháng 2 năm 2023.

### Vận động viên khác
Đặc cách:
- Mateus Alves
- Thomaz Bellucci
- João Fonseca

Bảo toàn thứ hạng: 
- Hugo Dellien
- Dominic Thiem

Miễn đặc biệt:
- Juan Pablo Varillas

Vượt qua vòng loại:
- Facundo Bagnis
- Tomás Barrios Vera
- Hugo Gaston
- Nicolás Jarry

Thua cuộc may mắn:
- Juan Manuel Cerúndolo

### Rút lui
- Federico Coria → thay thế bởi  Juan Manuel Cerúndolo
- Guido Pella → thay thế bởi  Dušan Lajović

## Nội dung đôi

### Hạt giống
| Quốc gia | Tay vợt              | Quốc gia | Tay vợt              | Xếp hạng1 | Hạt giống |
| -------- | -------------------- | -------- | -------------------- | --------- | --------- |
| BRA      | Rafael Matos         | ESP      | David Vega Hernández | 54        | 1         |
| COL      | Juan Sebastián Cabal | BRA      | Marcelo Melo         | 63        | 2         |
| ITA      | Simone Bolelli       | ITA      | Fabio Fognini        | 64        | 3         |
| POR      | Francisco Cabral     | ARG      | Horacio Zeballos     | 74        | 4         |

- 1 Bảng xếp hạng vào ngày 13 tháng 2 năm 2023.[3]

### Vận động viên khác
Đặc cách:
- Thomaz Bellucci /  Thiago Monteiro
- Marcelo Demoliner /  Felipe Meligeni Alves

Vượt qua vòng loại:
- Nikola Ćaćić /  Andrea Pellegrino

Thua cuộc may mắn:
- Mateus Alves /  João Fonseca

### Rút lui
- Thomaz Bellucci /  Thiago Monteiro → thay thế bởi  Mateus Alves /  João Fonseca
- Federico Coria /  Diego Schwartzman → thay thế bởi  Tomás Martín Etcheverry /  Diego Schwartzman
- Marcel Granollers /  Horacio Zeballos → thay thế bởi  Francisco Cabral /  Horacio Zeballos
- Jamie Murray /  Michael Venus → thay thế bởi  Sadio Doumbia /  Fabien Reboul
- Lorenzo Musetti /  Andrea Vavassori → thay thế bởi  Alexander Erler /  Lucas Miedler

## Nhà vô địch

### Đơn
- Cameron Norrie đánh bại  Carlos Alcaraz, 5–7, 6–4, 7–5.

### Đôi
- Máximo González /  Andrés Molteni đánh bại  Juan Sebastián Cabal /  Marcelo Melo, 6–1, 7–6(7–3)